# Upplands runinskrifter 54
Upplands runinskrifter 54 är en försvunnen vikingatida runsten som funnits i Riddarholmskyrkan, Stockholm och Stockholms kommun. Runstenen bör ha legat i dörren från vapenhuset till kyrkan, det vill säga i den gamla medeltida ingången till kyrkan. Vapenhuset tillhör kyrkans äldsta byggnadsperiod och stenen kan alltså ha legat där ända sedan 1200-talet. Det finns rapporter om runstenen till 1700-talet. Exakt när den tagits bort, och var den är nu, är inte känt.

## Inskriften
Translitterering av runraden:
[...ir × auk × aystain × auk + soti + ...-n · raistu × stain þinsa efti... ...ur × si... ...uþ ialbi × an... ...]
Normalisering till runsvenska:
... ok Øystæinn ok Soti ... ræistu stæin þennsa æfti[ʀ] [fað]ur/[broð]ur si[nn]. [G]uð hialpi an[d] ...
Översättning till nusvenska:
... och Östen och Sote ... reste denna sten efter ... sin ... Gud hjälpe [hans] ande.